# كريستا ماري يو
كريستا ماري يو (بالإنجليزية: Krista Marie Yu) هي ممثلة أمريكية، ولدت في 25 أكتوبر 1988 في بيركيلي في الولايات المتحدة.

## وصلات خارجية
- كريستا ماري يو على موقع IMDb (الإنجليزية)